# 波阿斯 (阿拉巴马州)
波阿斯（英文：Boaz），是美国阿拉巴马州下属的一座城市。面积约为14.55平方英里（约合37.68平方公里）。根据2010年美国人口普查，该市有人口9,551人，人口密度为656.43/平方英里（约合253.48/平方公里）。